# Anthicus vexator
Anthicus vexator är en skalbaggsart som beskrevs av Werner 1965. Anthicus vexator ingår i släktet Anthicus och familjen kvickbaggar. Inga underarter finns listade i Catalogue of Life.